# Oust-Oussa
Oust-Oussa (en russe: Усть-Уса) est un village en République des Komis, en Russie. Il fait partie du district urbain d'Oussinsk.
Il est situé au confluent de l'Oussa (affluent de la Petchora) et de la rivière Petchora, à 40 km à l'ouest de la ville d'Oussinsk. Le recensement de 2010 citait un nombre d'habitants de 1028 personnes. Sa latitude de 65°/58'/N est très proche de la latitude du cercle polaire arctique de 66°/33'/N.

## Histoire
De 1930 à 1959 Oust-Oussa était le centre administratif du raïon d'Oust-Oussa,.
En janvier 1942, se produisit une rébellion des prisonniers du Goulag à Oust-Oussa dans le camp de « Lesoreid » (menée par Mark Retiounine), le Soulèvement d'Oust-Oussa.
Le chanteur pop russe, Valery Leontiev est né à Oust-Oussa en 1949.

## Climat
Températures moyennes par mois :
- Janvier : de -53.0 à 3.5
- Février : de -46.5 à 3.1
- Mars : de -41.8 à 10.0
- Avril : de -34.3 à 18.3
- Mai : de -22.9 à 28.8
- Juin : de -6.6 à 31.1
- Juillet : de -0.9 à 33.6
- Août : de -3.3 à 30.7
- Septembre : de -8.8 à 25.7
- Octobre : de -31.0 à 18.0
- Novembre : de -43.6 à 6.5
- Décembre : de -49.2 à 2.4

## Liens
- История села Усть-Уса (Histoire du village)
- Метеорологическая станция Усть-Уса. Погода, климат
- (météo)
- Усть-Усинское восстание 1942 года (Soulèvement de 1942)